# Arif Chelgoufi
Arif Chelgoufi ist ein ehemaliger algerischer Skirennläufer.

## Werdegang
Chelgoufi war bei den Weltmeisterschaften 1989 im amerikanischen Vail der erste Sportler aus Algerien, der an einer Alpinen Ski-WM teilnahm. Im Super-G belegte unter 92 gewerteten Fahrern den 48. Platz. Im Riesenslalom tagsdarauf wurde er 39. von 68. Zum Slalom und zur Kombination hatte er sich gemeldet, trat verletzungshalber nicht an.